# Haeckeria
Haeckeria is een geslacht uit de composietenfamilie (Asteraceae). De soorten komen voor in Zuidoost-Australië.

## Soorten
- Haeckeria cassiniiformis F.Muell.
- Haeckeria pholidota (F.Muell.) J.H.Willis
- Haeckeria punctulata (F.Muell.) J.H.Willis